# Леополдина (Минас-Жерайс)
Леополдина (порт. Leopoldina) — муниципалитет в Бразилии, входит в штат Минас-Жерайс. Составная часть мезорегиона Зона-да-Мата. Входит в экономико-статистический микрорегион Катагуазис. Население составляет 52 798 человек на 2006 год. Занимает площадь 942,74 км². Плотность населения — 56,0 чел./км².

## История
Город основан 27 апреля 1854 года.
В городе находится один из кампусов Федерального центра технического образования Минас-Жерайс — одного из ведущих бразильских учебных заведений в сфере технологий.

## Статистика
- Валовой внутренний продукт на 2003 год составляет 242 077 443,00 реалов (данные: Бразильский институт географии и статистики).
- Валовой внутренний продукт на душу населения на 2003 год составляет 4695,06 реалов (данные: Бразильский институт географии и статистики).
- Индекс развития человеческого потенциала на 2000 год составляет 0,778 (данные: Программа развития ООН).

## География
Климат местности: тропический. В соответствии с классификацией Кёппена, климат относится к категории Aw.